# 화능국제전력
화능국제전력(Huaneng Power International, Inc., HPI) 또는 화능전력(Huaneng Power)은 중국의 전력 회사이다. 1994년 중국 5대 전력 생산업체 중 하나인 중국화능그룹(China Huaneng Group)이 설립한 회사이다. 대규모 발전소의 개발, 건설 및 운영에 종사하고 있다.
2018년 5월 31일 기준 H주 시가총액은 284억 8400만 홍콩 달러이다. 2017년 12월 31일 기준, 전체 주식 자본의 약 30.92%가 "외국 주식"(H 주식 + 미국 예탁 주식)이고 나머지는 국내 주식(A 주식)이다.:89
화능전력의 H 주식은 항셍 중국 기업 지수(Hang Seng China Enterprises Index)의 구성 요소로, 홍콩 증권 거래소의 50대 H 주식 회사를 대표한다. 그러나 다양한 선택 기준에 따라 화능전력의 A주는 2018년 5월부터 SSE 180 지수에 포함되지 않은 다음 320주에 대한 지수인 SSE SmallCap 지수의 구성 요소이다.
화능전력은 2018년 포브스 글로벌 2000에서 745위를 차지했다.